# Paolo Nespoli
Paolo Angelo Nespoli (Milán, Italia, 6 de abril de 1957) es un astronauta de la Agencia Espacial Europea (ESA). En 2007, viajó por primera vez al espacio a bordo del transbordador espacial Discovery como especialista de la misión STS-120. En diciembre de 2010 volvió a viajar al espacio a bordo de la Soyuz TMA-20 como ingeniero de vuelo de la Expedición 26 y la Expedición 27.
Nespoli es parte de la Expedición 52/53, que comenzó en 2017 con su vuelo a bordo de la Soyuz MS-05. Esta misión de Nespoli en la Estación Espacial Internacional es denominada VITA.

## Personal
Su ciudad natal es Verano Brianza, en el norte de Italia. Está casado con Alexandra Ryabova y tienen una hija. Nespoli disfruta del buceo, es piloto de aeronaves, y practica la fotografía, la construcción de equipos electrónicos y realiza programas informáticos.

## Educación
Recibió su licenciatura en ingeniería aeroespacial en 1988 y su maestría en 1989 en Aeronáutica y Astronáutica en el Universidad Politécnica en Nueva York.
Es ingeniero de profesión, piloto de aviones privados y practica buceo avanzado. Debido a sus antecedentes militares como comando de las fuerzas especiales italianas, también es un paracaidista experto, instructor de paracaidismo, maestro de salto. Se unió al Ejército Italiano en 1977.

## Carrera de astronauta
En julio de 1998 fue seleccionado como astronauta para la Agencia Espacial Italiana (ASI), en agosto de 1998, Nespoli fue asignado para entrenar en la NASA, en el Johnson Space Center en Houston, Texas.

### STS-120

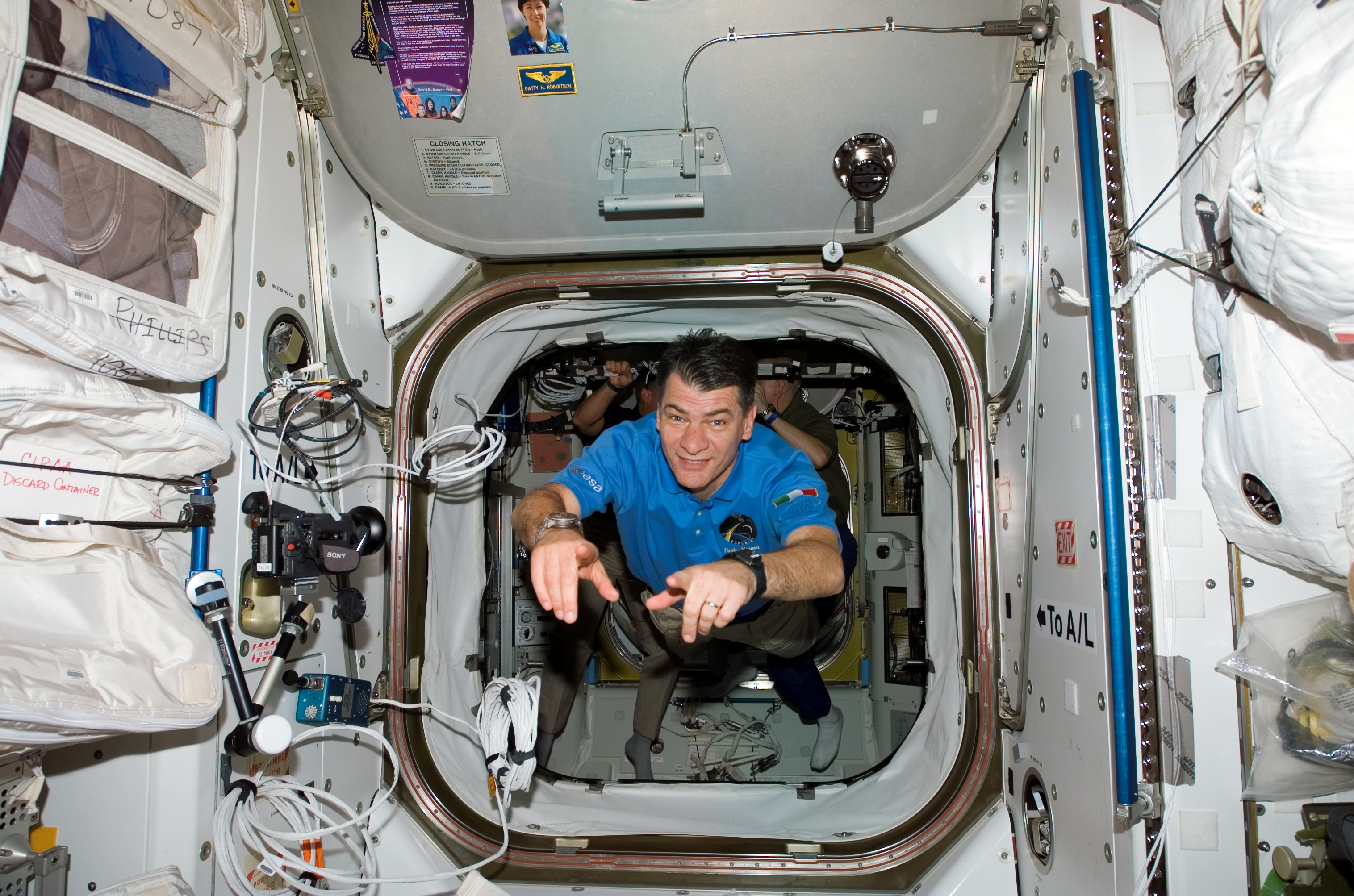
El especialista de la misión Paolo Nespoli en la estación de Espacial Internacional

El 23 de octubre de 2007 Paolo fue lanzado a bordo del transbordador STS-120 a la Estación Espacial Internacional, esta  misión tuvo como finalidad acoplar a la estación el módulo Harmony (antes conocido como nodo 2) a la Estación Espacial Internacional. El Harmony, fue construido por el Thales Alenia Space en sus instalaciones en Turín, Italia. Ha participado como especialista de misión en el espacio y se mantuvo durante 15 días, 2 horas y 23 minutos. Durante la misión STS-120, que participó en la misión Esperia de la Agencia de espacial europea.

### Expedición 26/27 "MagISStra"

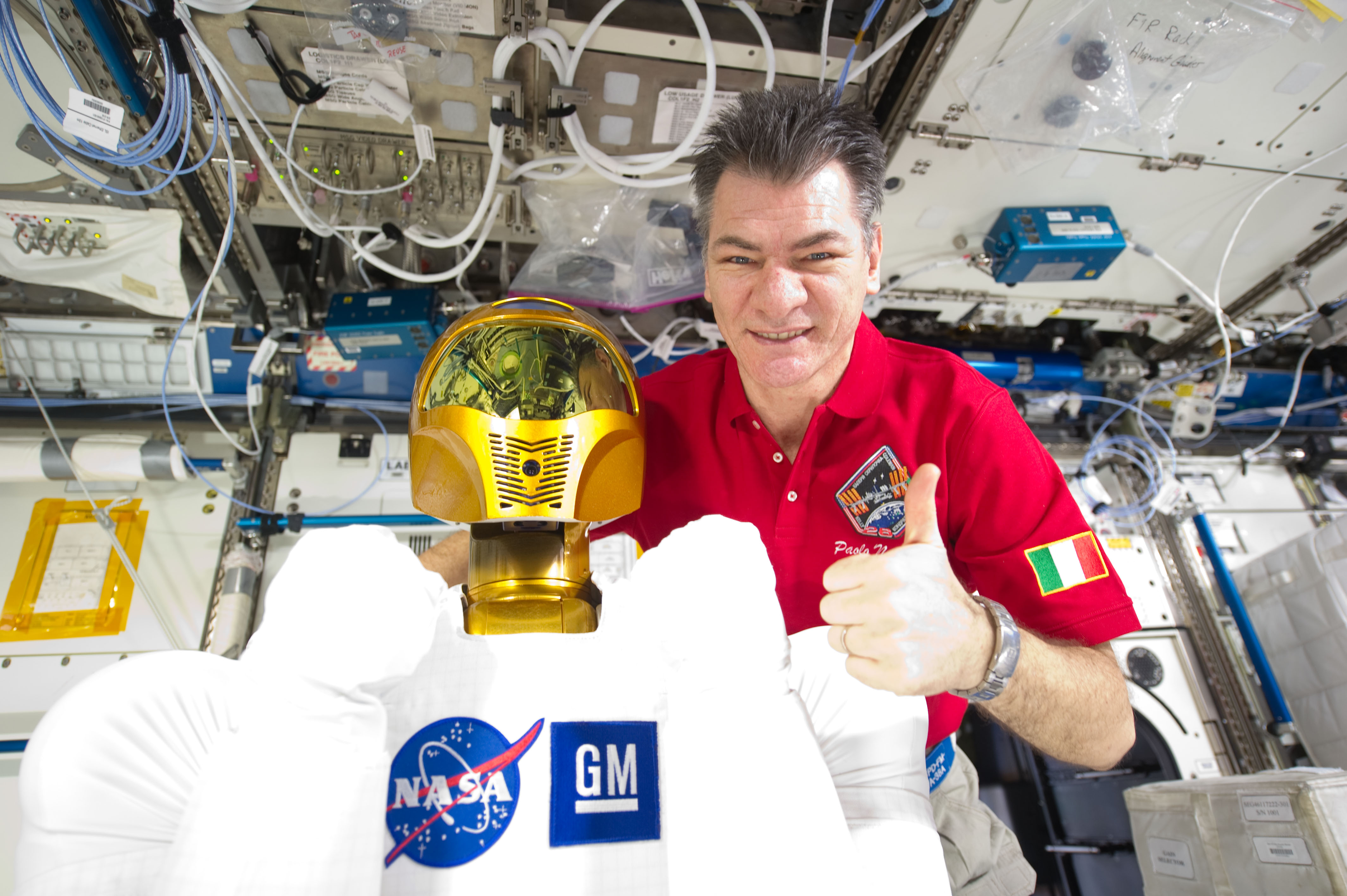
El Ingeniero de vuelo Paolo Nespoli posa con el Robonaut 2.

Paolo Nespoli se desempeñó como ingeniero de vuelo de la Expedición 26 y 27.
El 15 de diciembre de 2010, Nespoli fue a bordo de la Soyuz TMA-20, esta fue lanzada desde el cosmódromo de Baikonur en Kazajistán a la Estación Espacial Internacional con el cosmonauta ruso Dmitri Kondratyev y la astronauta Catherine Coleman. Los tres miembros de la tripulación regresaron a la Tierra en mayo de 2011. Esta misión, denominada 'MagISStra', es el segundo vuelo de Paolo Nespoli en el espacio.
Entre diciembre de 2010 y mayo de 2011, las participaciones de Paolo Nespoli a bordo de la ISS incluyen las operaciones de atraque para recibir de Europa al segundo vehículo ATV ("Johannes Kepler"), una nave visitante que entrega la carga fundamental para la estación. A principios de enero, Nespoli filmó la mayor parte del metraje del documental First Orbit y esto se le atribuye ser el director de fotografía.
Durante la Expedición 27, murió su madre María, el 4 de mayo de 2011. La tripulación hizo un minuto de silencio al día siguiente por motivo de su funeral.
Paolo Nespoli lleva a cabo un programa intensivo de experimentos en la Estación, que van desde la vigilancia de la radiación hasta medidas que podrían mejorar la recuperación de petróleo en los yacimientos de petróleo. El programa de la misión científica abarca distintos campos de la investigación humana, mecánica de fluidos, radiación, biología y demostraciones tecnológicas.
Nespoli ha contribuido a la explotación científica del laboratorio europeo Columbus. Como un astronauta, llevó a cabo varios experimentos de la ESA, NASA y las agencias espaciales de Japón y Canadá. Durante la misión, Paolo participó en algunas actividades educativas: el programa educativo "Mission X: Train Like an Astronaut", que dio a los niños la oportunidad de seguir una iniciativa internacional en torno a la salud, el bienestar y la nutrición. También participó en una actividad de efecto invernadero en el espacio.
Como Paolo dejó la ISS el 23 de mayo de 2011 en la Soyuz TMA-20, fue capaz de tomar las primeras imágenes de un transbordador espacial se acopló a la ISS desde el módulo ruso Soyuz.

## Premios
Nespoli ha recibido los siguientes premios:
- 2007 NASA Spaceflight Medal
- 2007 Comendador Ordine al Merito Repubblica Italiana
- 2009 Cavaliere dell'Ordine della Stella della Solidarietà Italiana

## Eponimia
- El asteroide (12405) Nespoli lleva este nombre en su honor.